# Karnevalsdjævelen
Karnevalsdjævelen er en dansk stumfilm fra 1914, der er instrueret af Sofus Wolder efter manuskript af Poul Knudsen.

## Handling
Denne artikel mangler et handlingsreferat. Hjælp os med at skrive det.